# Mapa Filmes do Brasil
Mapa Filmes do Brasil é uma produtora de multimídia brasileira, fundada em 1965 por Zelito Viana, Glauber Rocha, Walter Lima Jr., Paulo Cezar Saraceni e Raymundo Wanderley Reis. Em uma recente eleição da Abraccine, dos dez maiores filmes brasileiros de todos os tempos, a Mapa é responsável por dois deles : Terra em Transe de Glauber Rocha e Cabra Marcado para Morrer de Eduardo Coutinho. Além destes filmes, a Mapa produziu mais de duas dezenas de outros em parceira com alguns dos maiores Diretores de Cinema no Brasil como Cacá Diegues, Walter Lima Jr., Paulo Cesar Saracenni, Roberto Pires, Julio Bressane, Carlos Alberto Prates Correia, Arnaldo Jabor, Paulo Alberto Monteiro de Barros, Betse de Paula, Joaquim Pedro de Andrade, David Neves, José Joffily e Daniel Filho.
Muitos dos filmes da Mapa Filmes representaram o país em importantes festivais e saíram premiados, como O Dragão da Maldade contra o Santo Guerreiro (internacionalmente conhecido como "Antonio das Mortes"), de Glauber Rocha, vencedor do Prêmio de Direção no Festival de Cannes em 1969. Ao longo das décadas, a Mapa já produziu comerciais, especiais para a TV aberta e mais recentemente, programas para canais por assinatura.

## Produções
- Menino de Engenho (1965) - Walter Lima Jr.
- A Grande Cidade (1966) - Cacá Diegues
- Terra em Transe (1967) - Glauber Rocha
- O Homem que Comprou o Mundo (1969) - Eduardo Coutinho
- Máscara da Traição (1969) - Roberto Pires
- O Dragão da Maldade Contra o Santo Guerreiro (1969) - Glauber Rocha
- Minha Namorada (1971) - Zelito Viana
- Na Boca da Noite (1971) - Walter Lima Jr.
- Quando o Carnaval Chegar - (1972) - Cacá Diegues
- Os Condenados (1974) - Zelito Viana
- Perdida (1975) - Carlos Alberto Prates Correia
- Morte e Vida Severina (1976) - Zelito Viana
- Terra dos Índios (1978) - Zelito Viana
- O Segredo da Múmia (1982) - Ivan Cardoso
- Avaeté, Semente da Vingança (1984) - Zelito Viana
- Cabra Marcado Para Morrer (1984) - Eduardo Coutinho
- Veja Esta Canção (1994) - Cacá Diegues
- Villa-Lobos, Uma Vida de Paixão (2000) - Zelito Viana
- Bela Noite Para Voar (2008) - Zelito Viana
- O Gerente (2011) - Paulo Cesar Saracenni
- Augusto Boal e o Teatro do Oprimido (2011) - Zelito Viana

## Coproduções
- Em Memória de Helena (1968) - David Neves
- Cabeças Cortadas (1971) - Glauber Rocha
- São Bernardo (1972) - Leon Hirszman
- Os Inconfidentes (1972) - Joaquim Pedro de Andrade
- Os Cornos de Cronos (1990) - José Fonseca e Costa
- SAMPAKU - O Olho da Ambição (1992) - José Joffily
- Batuque dos Astros (2012) - Julio Bressane

## Projetos de TV e Vídeo
- Lambada (1990) - Especial de televisão para a Rede Manchete
- Voz & Violão (1991) - Home video Sony Music com Adriana Calcanhotto para o Canal Brasil
- Viva Cazuza (1991) - Home video para a Polygram
- Mangueira do Amanhã (1992) - Vídeo para o Canal+ da França
- Sonho de Uma Noite de Verão (1992) - Especial em vídeo da peça estrelada por Lucélia Santos
- Media Mentiras e Democracia (1992) - Série de vídeos para a Rio Arte dirigidos por Zelito Viana, Geraldo Sarno e Cacá Diegues
- Confissões de Adolescente (1994) - Seriado com 23 episódios para a TV Cultura de São Paulo, dirigidos por Daniel Filho
- Para o Cosmos Infinito (1994) - Reportagem para o Canal+ da França sobre o cineasta José Mojica Marins
- O Canto e a Fúria (1994) - Especial para Home Video sobre o poeta Ferreira Gullar
- O Guarani em Filmagem (1994) - Reportagem para o Canal+ da França sobre a filmagem de O Guarani
- Rio Tecnologia (1995/1996) - Série de programas para a TV Educativa (TVE) patrocinados pela Rede de Tecnologia do Rio de Janeiro
- Imagens da História (1997) - Série de 20 programas sobre o cinema e a História do Brasil para a Fundação Roquete Pinto
- Canção Brasileira (2001) - Documentário sobre a cantora Sueli Costa
- O País É Este (2002) - Programa para o IBGE sobre os resultados do Censo
- Arte Para Todos (2004) - Série de documentários para a TV sobre a História das Artes Plásticas no Brasil para o Canal Brasil
- Viva + 10 (2004) - Vídeo institucional sobre a ONG Viva Rio
- Chico Anysio É (2006) - Documentário para o Canal Brasil
- Maré Sem Complexo (2007) - Documentário para TVE e Canal Brasil
- O Caminho Niemeyer (2008) - Documentário sobre a prefeitura de Niterói
- A Última Visita (2008) - Documentário para a Fundação Astrojildo Pereira
- Cultura da Periferia (2011) - Série de 5 programas para o Canal Brasil
- Olhos D'água (2013) - Documentário sobre Suzana Queiroga
- A Arte Existe Porque a Vida Não Basta (2016) - Documentário para o Canal Brasil

## Premiações

###### A Grande Cidade
- Festival de Brasília - Prêmio de melhor ator coadjuvante - (Antonio Pitanga)
- Instituto Nacional de Cinema (INC) - Melhor atriz (Anecy Rocha) e melhor montagem (Gustavo Dahl)

###### Terra em Transe
- Prêmio Air France de Cinema - Melhor Produtor - 1967
- Festival de Cinema de Locarno - Melhor Filme - 1967[5]
- Festival de Cannes - Prix de la Critique Internationale - F.I.P.R.E.S.C.I, Palma de Ouro (Glauber Rocha) - 1967[6]
- Festival de Cuba - Prêmio de Melhor Filme e Prêmio da Crítca - 1967
- Festival de Cinema de Juiz de Fora - Melhor atriz (Glauce Rocha), melhor Ator (José Lewgoy), melhor fotografia (Dib Luft), melhor montagem (Eduardo Escorel) e menção honrosa (Luis Carlos Barreto) - 1967
- Homenageado no Festival de Nova York - 1992

###### O Dragão da Maldade Contra o Santo Guerreiro
- Festival de Cannes - Prix de la mise en scène (Glauber Rocha) e Prix de la Critique Internationale - F.I.P.R.E.S.C.I  - 1969[7]
- Instituto Nacional de Cinema (INC) - Coruja de Ouro - 1969
- Festival Internacional de Cinema e Autor -  Prêmio do Público

###### Minha Namorada
- Festival de Cinema de Teresópolis – Prêmio de Melhor Atriz (Laura Maria), Prêmio de Melhor Atriz Coadjuvante (Fernanda Montenegro) e Prêmio Ator Coadjuvante (Jorge Dória)

###### Os Condenados
- Festival de Belém do Pará - Melhor Diretor (Zelito Viana) - 1975
- Festival de Araxá - Prêmio de Melhor Atriz (Isabel Ribeiro) - 1975
- Instituto Nacional de Cinema (INC) - Coruja de Ouro de Melhor Filme - 1975
- Festival de Santarém - Salva de Prata de Melhor Filme - 1975
- Associação Paulista dos Críticos de Arte – Prêmio de Melhor Cenografia - 1975
- V Festival de Nova Delhi, Índia - Pavão de Prata de Melhor Diretor (Zelito Viana) - 1975
- Selecionado na Mostra New Directors, New Films no Festival de Nova York

###### Perdida
- Instituto Nacional de Cinema - Prêmio Coruja de Ouro - Melhor Filme - 1976
- Prêmio Governador do Estado de São Paulo - Melhor Ator (Helber Rangel) - 1976
- Prêmio da Crítica do Rio de Janeiro - Melhor Atriz (Maria Silvia) - 1976

###### Morte e Vida Severina
- CNBB – Conferência Nacional dos Bispos do Brasil - Margarida de Prata - Melhor Filme - 1977
- 10º Festival de Brasília - Candango de Ouro – Melhor Montagem (Gilberto Santeiro) - 1977

###### Terra dos Índios
- Prêmio Federação Nacional de Cineclubes do Brasil  - 1979

###### O Segredo da Múmia
- Festival de Brasília – Prêmio de Melhor Direção, Prêmio de Melhor Montagem, Prêmio de Melhor Ator (Wilson Grey), Prêmio de Melhor Cenografia (Oscar Ramos) - 1982
- Festival Internacional do Filme Imaginário e de Ficção Científica de Madri – Grande Prêmio de Crítica - 1982
- Festival de Gramado – Prêmio de Melhor Roteiro (Rubens Francisco Luchetti) e Prêmio de Melhor Trilha Sonora (Gilberto Santeiro), Prêmio de Melhor Ator Coadjuvante (Felipe Falcão), Prêmio Especial do Juri - 1982
- Associação Paulista de Críticos de Arte (APCA) - Melhor Ator, Melhor Cenografia, Melhor Figurino, Prêmio Especial - 1982
- Federação do Cineclube do Rio de Janeiro - Prêmio de Melhor Filme de Ficção - 1982
- Prêmio Múmia de Ouro do Curso de Cinema da Universidade de melhor ator (Wilson Grey) - 1982[8]

###### Cabra Marcado Para Morrer
- Festival Internacional de Cinema do Rio de Janeiro - Prêmio Gaivota de Ouro - 1984
- Festival Internacional de Filme e Vídeo do Rio de Janeiro - Prêmio Tucano de Ouro - 1984
- Festival de Havana - Melhor Documentário - 1984
- Grande Prêmio no Festival de Tróia - 1985
- Grande Prêmio no Festival de Cine Realidade de Paris - 1985[9]

###### Avaeté, Semente da Vingança
- Festival de Moscou - Medalha de Prata - 1985
- Festival de Tróia - Melhor longa-metragem - 1985
- Rio-Cine-Festival - Sol de Prata - 1985[10]

###### Villa-Lobos - Uma vida de Paixão
- Grande Prêmio Brasil - Melhor Trilha Sonora - 2001
- Brazilian Film Festival - Melhor Direção de Arte (Marcos Flaksman) - 2001[11]

###### Augusto Boal e o Teatro do Oprimido
- Conferência Nacional dos Bispos do Brasil - Margarida de Prata - 2012